# Francisco Pérez Clemente
Francisco Pérez Clemente   (13 d'agost de 1845 - valor desconegut) fou un militar espanyol, capità general de València i de les Illes Balears durant el regnat d'Alfons XIII.
Ingressà a l'Àcadèmia d'Infanteria en 1862 i en 1866 assolí el grau de subtinent. Va lluitar en la batalla del Pont d'Alcolea sota el comandament del marquès de Novaliches i fou ferit. En 1868 fou ascendit a tinent i en 1869 a capità. En 1872 fou destinat a Catalunya per lluitar en la tercera guerra carlina. Participà en els accions de Berga, Pobla de Lillet i Gironella, i fou ascendit a comandant. En 1874 fou nomenat comandant militar de Balaguer i en 1875 fou destinat al País Basc. En acabar la guerra fou ascendit a coronel i en 1881 fou nomenat ajudant de camp del capità general de València. En 1893 fou ascendit a general de brigada i diverses vegades va ocupar interinament el càrrec de governador militar de Girona. En 1903 fou ascendit a general de divisió i en 1905 fou nomenat governador militar de Mallorca. En 1912 fou ascendit a tinent general i fou nomenat capità general de la VII Regió Militar, càrrec que deixà en 1915 quan fou nomenat capità general de València. De 1916 a 1917 fou Capità general de les Illes Balears.